# Medaglia del giubileo d'argento di Giorgio V
La medaglia del giubileo d'argento di Giorgio V era una commemorativa per celebrare il 25º anniversario dell'incoronazione di re Giorgio V del Regno Unito.
La medaglia venne coniata in un totale di 85.235 esemplari di cui:
- 6.500 agli australiani
- 7.500 ai canadesi

## Descrizione
La medaglia era composta di un disco d'argento raffigurante le effigie congiunte di re Giorgio V e della regina Mary, coronati e con gli abiti regali da cerimonia, rivolti verso sinistra. La legenda attorno cita GEORGE · V · AND · QUEEN · MARY · MAY · VI · MCMXXXV ·. Sul retro si trova la cifra reale "GRI" (Georgius Rex Imperator) sormontata dalla corona imperiale e riportante a sinistra MAY 6 / 1910 e a destra MAY 6 / 1935. Il bordo è ornato.
Il nastro era bordeaux con una striscia blu, una bianca e un'altra blu per parte.

## Fonti
- (EN) Commemorative Medals - King George V Silver Jubilee Medal – 1935, su Veterans Affairs Canada, 4 ottobre 2011. URL consultato il 12 settembre 2023 (archiviato dall'url originale il 29 maggio 2012).
- NZDF Medals, su medals.nzdf.mil.nz.